# Araniella
Genre
Araniella est un genre d'araignées aranéomorphes de la famille des Araneidae.

## Distribution
Les espèces de ce genre se rencontrent en zone holarctique.

## Liste des espèces
Selon World Spider Catalog (version 22.5, 05/12/2021) :
- Araniella alpica (L. Koch, 1869)
- Araniella coreana Namkung, 2002
- Araniella cucurbitina (Clerck, 1757)
- Araniella displicata (Hentz, 1847)
- Araniella inconspicua (Simon, 1874)
- Araniella jilinensis Yin & Zhu, 1994
- Araniella levii Zamani & Marusik, 2020
- Araniella maasdorpi Zamani & Marusik, 2020
- Araniella maderiana (Kulczyński, 1905)
- Araniella mithra Zamani, Marusik & Šestáková, 2020
- Araniella nigromaculata (Schenkel, 1963)
- Araniella nympha (Simon, 1889)
- Araniella opisthographa (Kulczyński, 1905)
- Araniella plicata Mi & Peng, 2016
- Araniella proxima (Kulczyński, 1885)
- Araniella robusta Lee, Yoo & Kim, 2021
- Araniella villanii Zamani, Marusik & Šestáková, 2020
- Araniella yaginumai Tanikawa, 1995

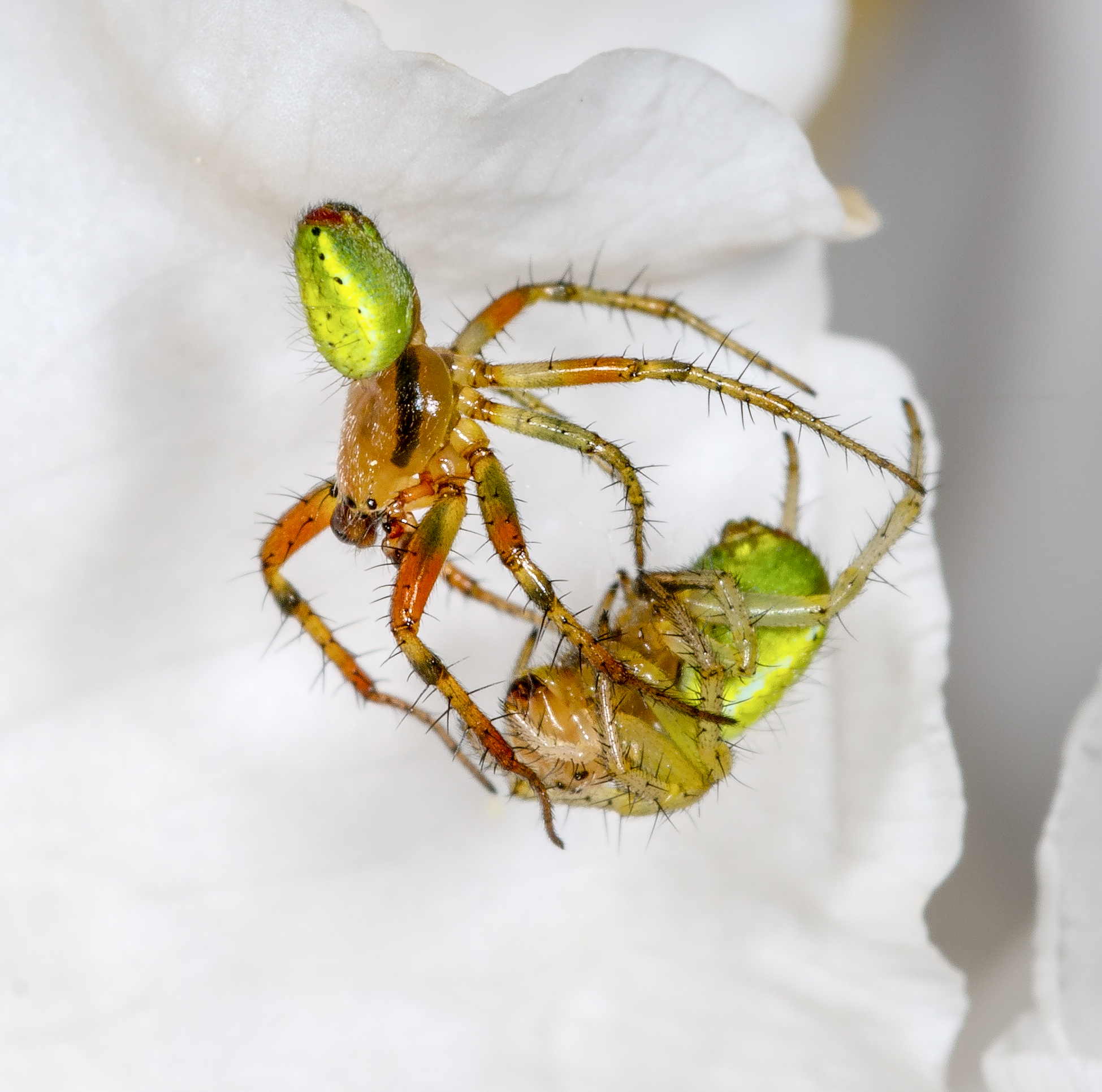
Araniella cucurbitina
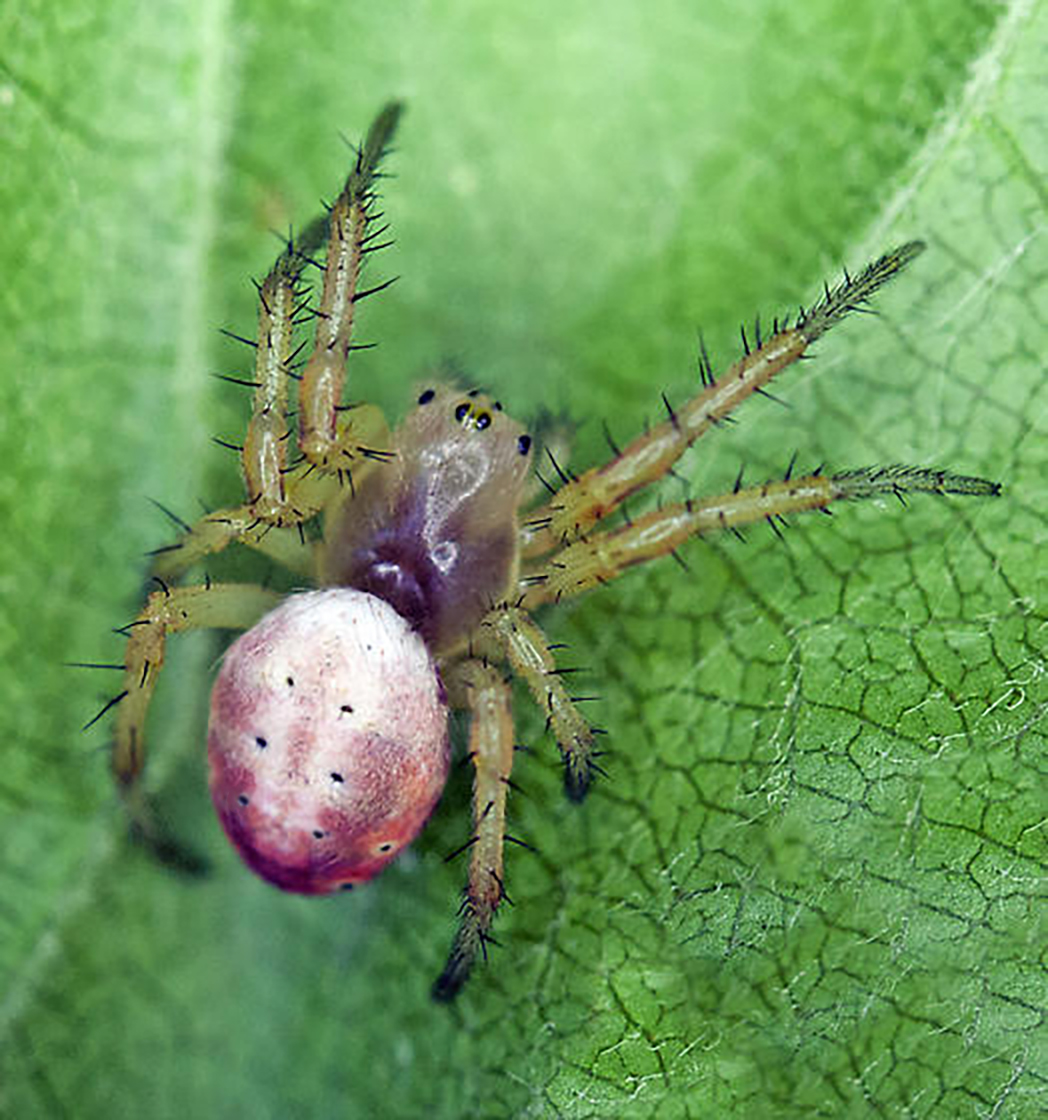
Araniella displicata
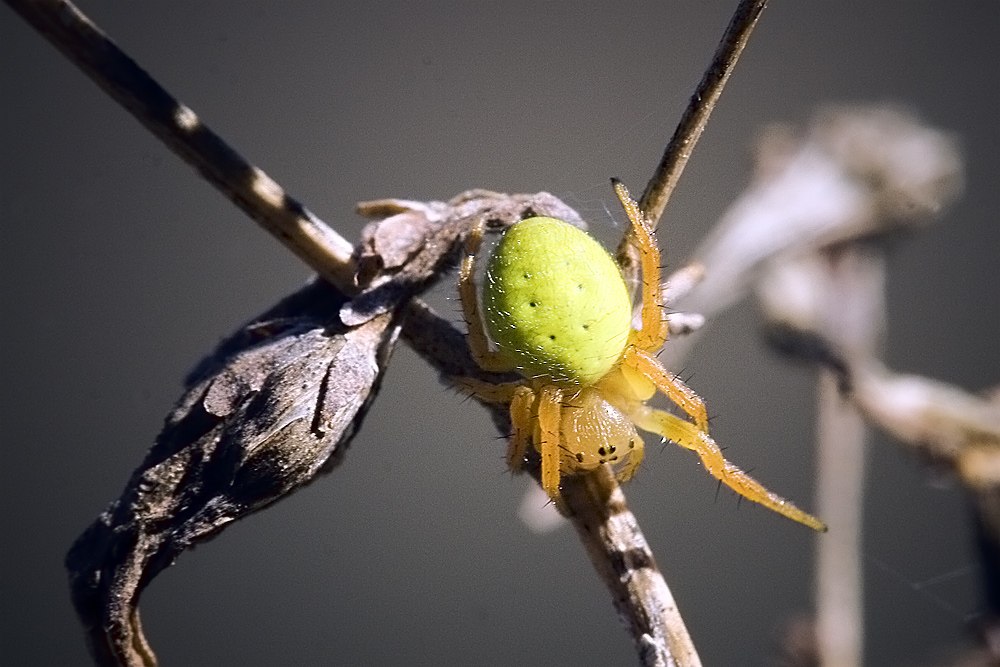
Araniella inconspicua
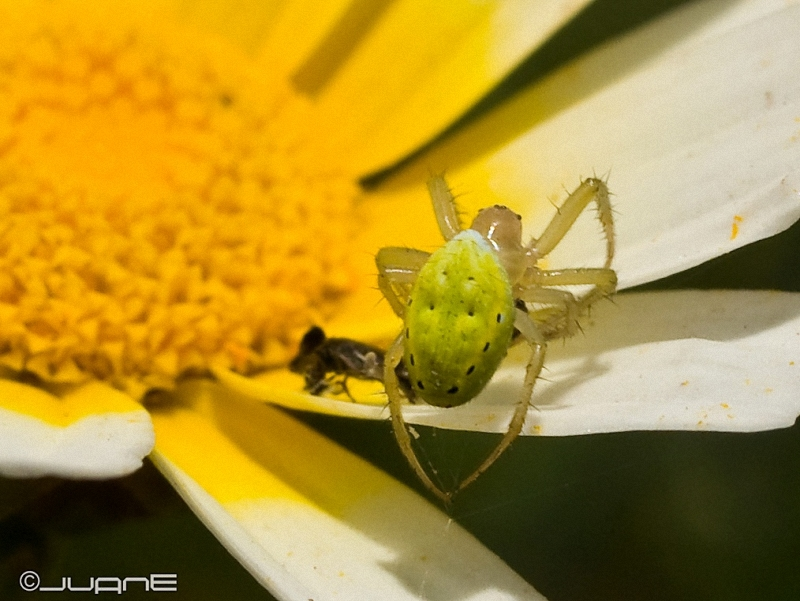
Araniella maderiana
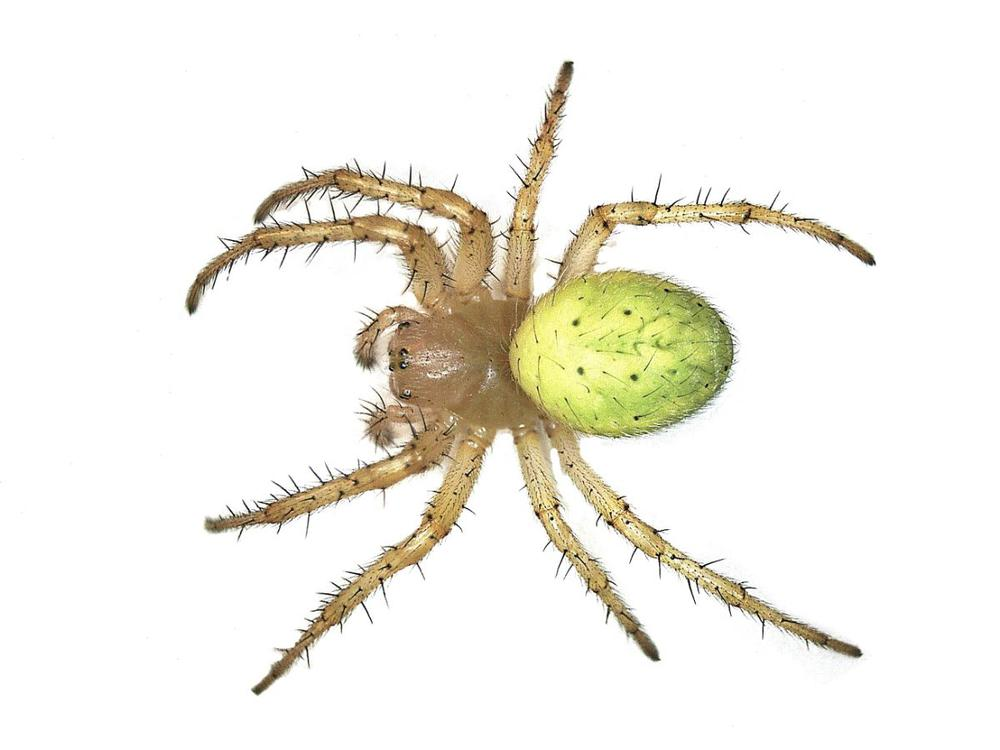
Araniella opisthographa
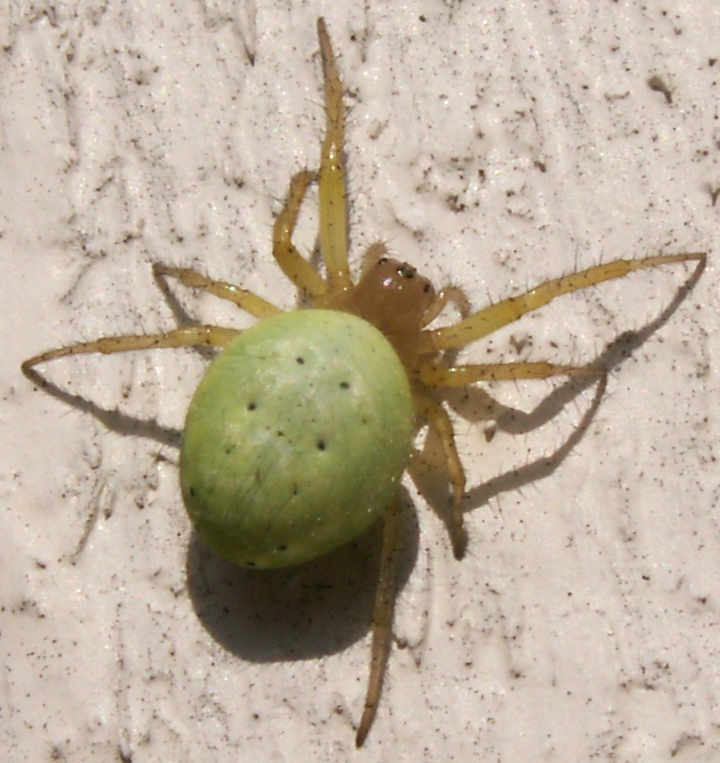
Araniella proxima
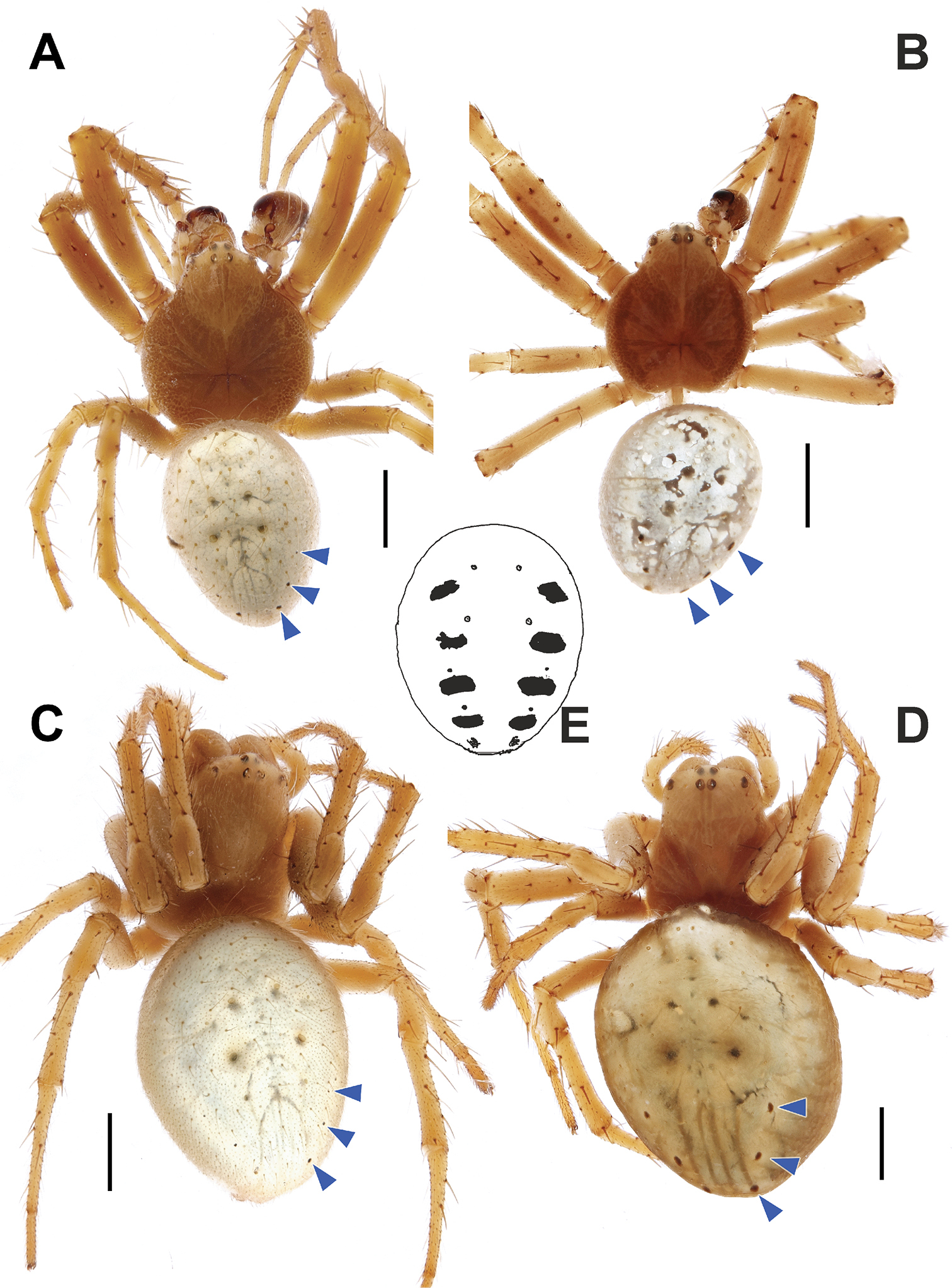
Araniella villanii

## Publication originale
- Chamberlin & Ivie, 1942 : « A hundred new species of American spiders. » Bulletin of the University of Utah, vol. 32, no 13, p. 1-117.